# Dunning-Kruger-effekten (bok)
Dunning-Kruger-effekten är en bok av Andrés Stoopendaal utgiven i november 2021 på förlaget Norstedts.

## Tillkomst
Stoopendaal sade 2023 om arbetet med boken att han hade delat in varje kapitel i tre akter, där händelserna i kapitlet följde det synopsis som han skrivit för det kapitlet.
Han sade om boken att han inte ville klappa medhårs utan istället skrev något som han själv tyckte var kul och att det då blev "stört och lite skevt".

## Omslag
Omslaget är formgivet av Sara R. Acedo och har en bild på en vit hund (pomeranian). På omslagsfliken finns en förklaring av begreppet Dunning–Kruger-effekten från Svenskspråkiga Wikipedia.

## Innehåll
Boken handlar om små händelser i berättarjagets liv. En händelse rör en incident under en parmiddag, där den manliga gästen blir upprörd när den kanadensiska psykologen Jordan Peterson nämns. Peterson och den franska författaren Michel Houellebecq är gestalter som återkommer flera gånger i romanen.
Med berättarjagets kompis, Johannes, avhandlas samtidens kulturkrigsfrågor på stamkrogen, och flickvännen Maria använder sin hund, Molly, för att buktala om nyheterna vid frukostbordet. Berättarjaget tycker att maria är "söt, rätt så smart och spännande i erotiskt hänseende",  men oroar sig för att hon kan vara en NPC.
Delar av boken handlar också om berättarjagets problem med sin självdisciplin, reflektioner och konflikter kring skrivande, delar som enligt Stoopendaal är självbiografiska.

## Mottagande
Innan publiceringen bestämde sig Stoopendaal för att inte läsa recensioner.
Sven Anders Johansson skrev i Aftonbladet att "Andrés Stoopendaal är både en lysande stilist och en träffsäker samtidsdiagnostiker" och att om det finns en sensmoral romanen så är det att normaliteten bör upprätthållas. Enligt Johansson är romanens största brist att den tar slut för fort; att han helst skulle vilja sitta på Plankan i Majorna och diskutera Jordan Peterson och manlighet över ännu en runda öl. "Oändligt långt från Stockholm."
Victor Malm kallade i Expressen boken för en ironisk utvecklingsroman om kulturkriget, eller en manlighetskomedi om Jordan Peterson och politisk korrekthet. Han beskrev romanen som ofta hejdlöst rolig och att Stoopendaals prosa var ohyggligt välskriven med humor och ironi som leker i meningarna; att det var underbart, originellt och apart. Han skrev att det var "en komisk och kärleksfull inventering av en viss sorts man, vid en viss tid".
Carolina Thelin skrev i Opulens att romanen var "en träffsäker samtidsroman full av igenkänning" och att den dissekerade identitetspolitiken och borgarklassens diskreta charm genom ögonen på en dumdryg storstadshipster. Hon skrev att det var "en av de mest underhållande böcker jag läst på länge" och en hejdlös drift över småborgerlighet.
Kristina Lindquist skrev i Dagens Nyheter att "Stoopendaals prosa framstår som en så främmande fågel i den svenska utgivningen att den närmast gör mig förbannad – varför får vi inte läsa fler såhär utpräglat roliga romaner?" och att boken kan läsas som "en ovanligt lyckad satir över vår tids enfaldiga konfliktlinjer" men att bortom det framträder "En bitvis fenomenal skildring av jagets olidliga lätthet."
Boken recenserades även i Göteborgs-Posten och Svenska Dagbladet.